# Castelo de Walbach

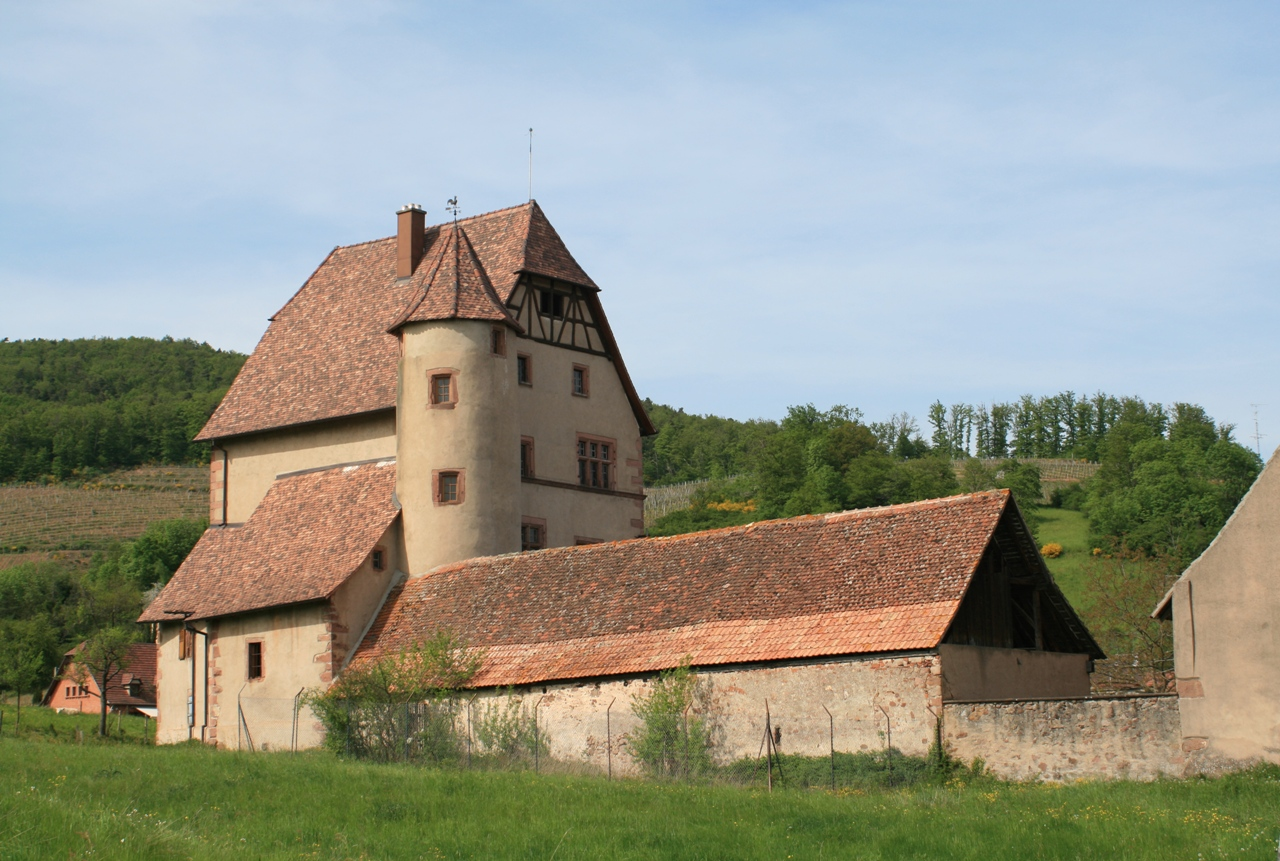
Château de Walbach

Château de Walbach é um castelo localizado na comuna de Walbach, no departamento de Haut-Rhin, na Alsácia, na França. É classificado como um monumento histórico desde 1946.